# Bulb
Bulb er en kortfilm instrueret af Nanna Katrine Hansen efter manuskript af Nanna Katrine Hansen.

## Handling
I store fabrikshaller står endeløse rækker af zombielignende arbejdere. Mekanisk tilser de plante efter plante for firmaet Bulb Inc. Samtidig klatrer en mystisk skikkelse rundt på byens tage og planlægger at bryde ind hos Bulb Inc.